# Стшелце Ополске
Стшѐлце Опо̀лске (на полски: Strzelce Opolskie; на немски: Groß Strehlitz) е град в Южна Полша, Ополско войводство. Административен център е на Стшелешки окръг, както и на градско-селската Стшелешка община. Заема площ от 29,97 км2.

## Население
Според данни от полската Централна статистическа служба, към 1 януари 2014 г. населението на града възлиза на 18 451 души. Гъстотата е 616 души/км2.